# Terrier de Boston
Ne doit pas être confondu avec Terriers de Boston.
 (mai 2013).
Le terrier de Boston (anglais : Boston Terrier, c'est également le nom le plus usité en France) est un chien molossoïde de petit format, originaire des États-Unis.

## Histoire
La race est surnommée « American gentleman » (« Gentilhomme américain ») en raison de ses origines purement américaines et de son caractère agréable. Il a également obtenu cette appellation car sa robe ressemble à une jacquette à l'ancienne,.
Vers 1870, un certain William O'Brien, de Boston, vendit un chien importé appelé « Judge » à un nommé Robert C. Hooper, lui aussi bostonien. Ce chien, connu sous le nom de « Hooper's Judge », fut accouplé à une chienne de type Bull et de couleur blanche appartenant à Edward Burnett, et nommée « Gyp » (ou « Kate »). Ce croisement produisit, en particulier, un individu surnommé « Well's Elph », qui fut avec « Hooper's Judge » l'ancêtre de pratiquement tous les terriers de Boston modernes.
Les descendants des premiers spécimens furent sans doute croisés avec le bouledogue français, ce qui fit diminuer le gabarit de la race, dont le poids initial pouvait atteindre une vingtaine de kilos.
En 1889, une trentaine d'amateurs des environs de Boston organisèrent l'American Bull Terrier Club. Ils y exposaient des chiens connus sous le nom de « Round Heads » (têtes rondes), « Boston Bulls » ou, parfois, « Boston Bull Terriers ». L'usage du terme « Bull » et les confusions qu'il pouvait entraîner finirent par irriter les amateurs de bouledogues et de Bull Terriers, tandis que les instances officielles, qui doutaient de la stabilité de cette nouvelle race, hésitaient encore à la reconnaître officiellement. Les amateurs ne s'en formalisèrent pas et, en 1891, créèrent malgré tout le Boston Terrier Club of America. L'American Kennel Club (AKC) reconnut finalement la race en 1893. Ce fut de fait la première race autochtone reconnue par l'AKC.
À un certain point dans les années 1920, le terrier de Boston était tellement populaire aux États-Unis qu'il représentait de 20 à 30 % des chiens présentés en concours[réf. souhaitée].
L'introduction du terrier de Boston en France remonte à 1927[réf. souhaitée].

## Caractéristiques

### Poil et couleur

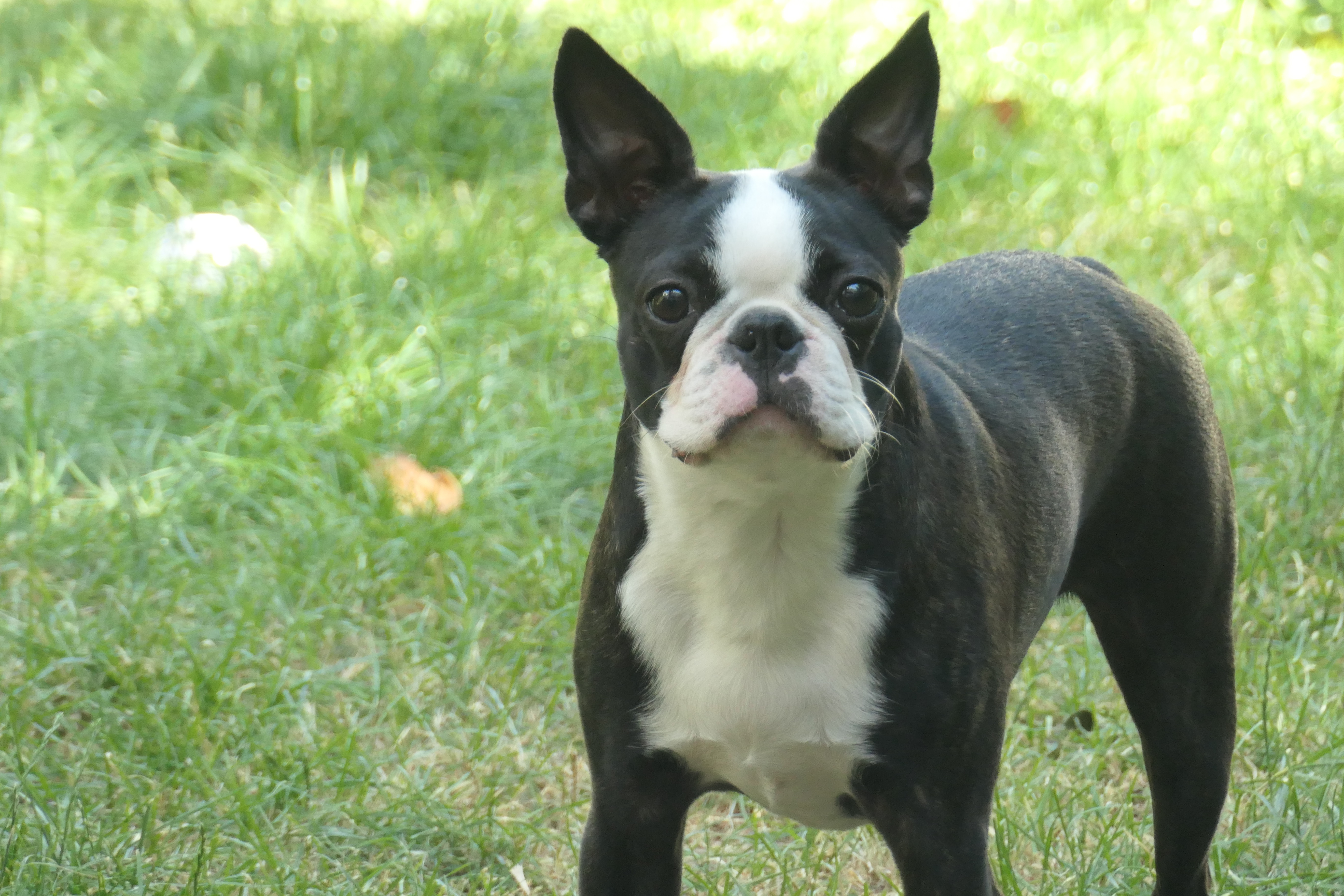
Un terrier de Boston femelle.

Le poil est court, lisse, brillant et fin. La robe doit être bringée de couleur « phoque » (noir avec un reflet roux) panachée de blanc ou noire panachée de blanc, au minimum sous la forme d'une bande autour du museau, d'une liste entre les yeux et d'un poitrail blancs[réf. souhaitée].

### Soins
Il ne nécessite aucun toilettage spécifique. Pour participer aux concours canins, les chiens de cette race doivent, de préférence, avoir le museau blanc, une raie blanche sur le dessus de la tête, sur le cou et le poitrail, sur les pattes antérieures et au-dessous des coudes[réf. souhaitée].
Le terrier de Boston réclame peu de soins. Un étrillage avec un gant doux de temps en temps, l'entretien des oreilles et des griffes ainsi que des replis faciaux avec une lotion spéciale, lui suffiront[réf. souhaitée].

### Caractère
Intelligent et affectueux, il est joueur et remuant à l'occasion. Sûr de lui, il fait un bon chien de garde qui aboie peu. Il est facile à exciter mais aussi à calmer. Il est très fidèle et très prudent avec les enfants[réf. souhaitée].

### Dressage
Le Boston terrier est facile à dresser car il aime apprendre ; son esprit vif lui permet de comprendre vite. Il est très sensible à l'intonation de la voix. Les chiots peuvent être longs à éduquer à la propreté[réf. souhaitée].

### Comportement social
Il est doux et s'entend généralement très bien avec ses semblables, les autres animaux et les enfants[réf. souhaitée].

## Galerie

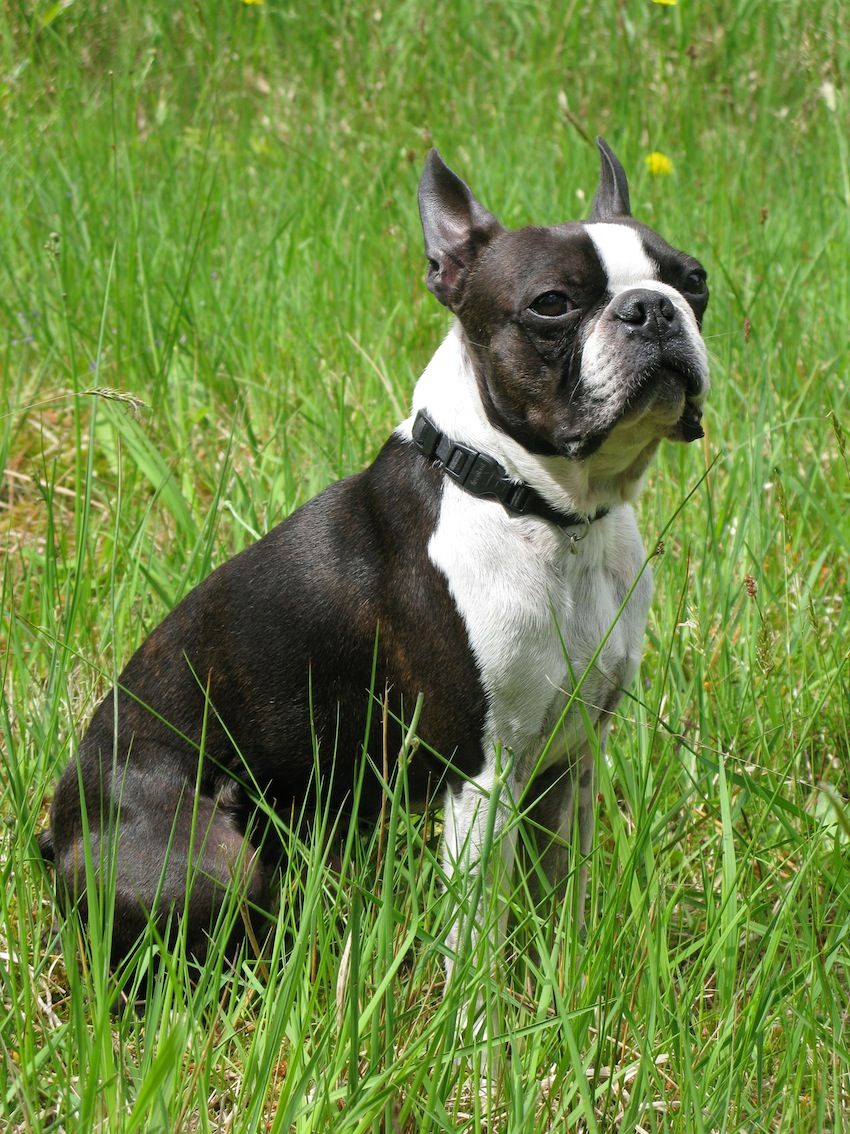
Jeune Boston terrier mâle.
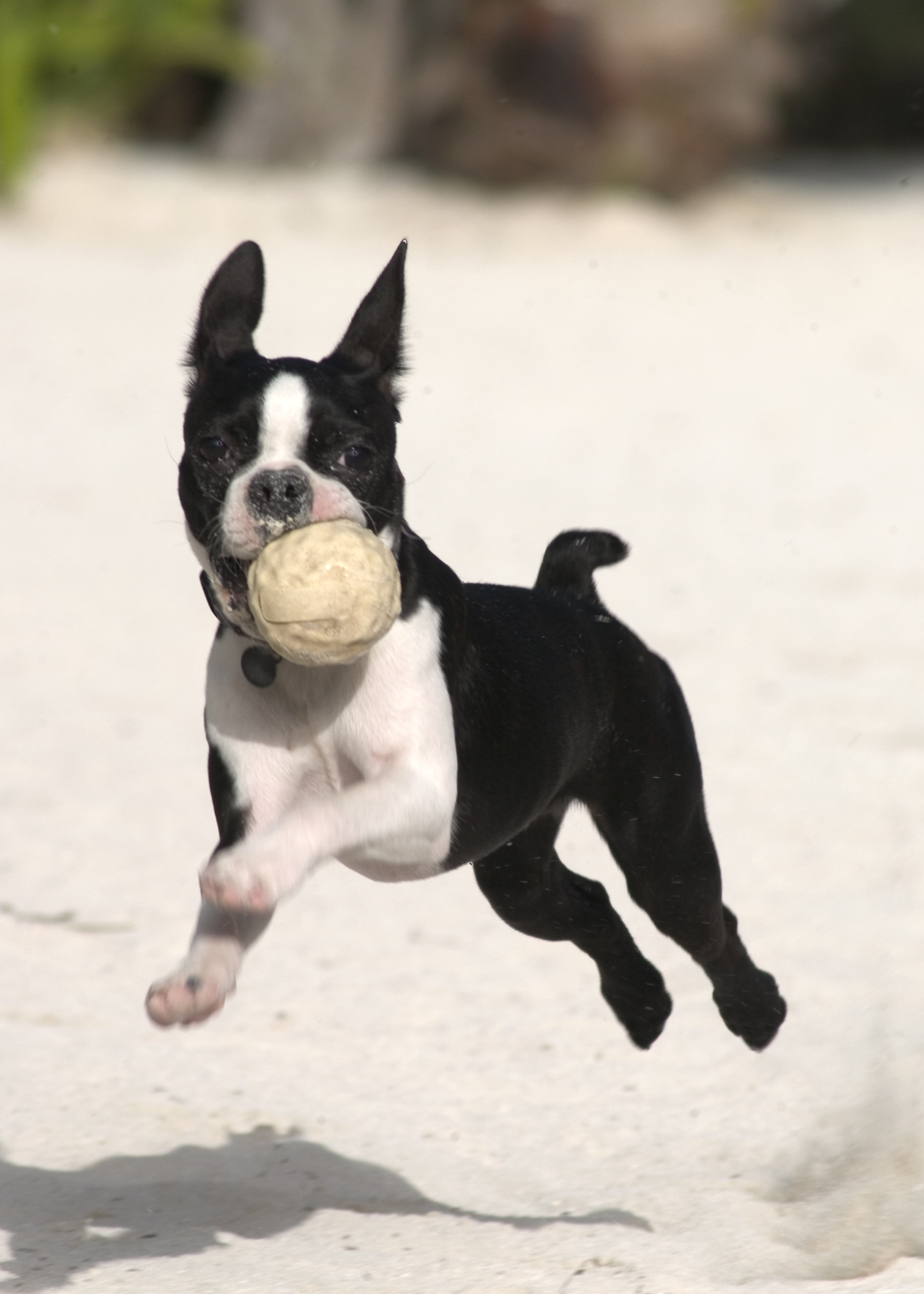
Terrier de Boston en plein effort.
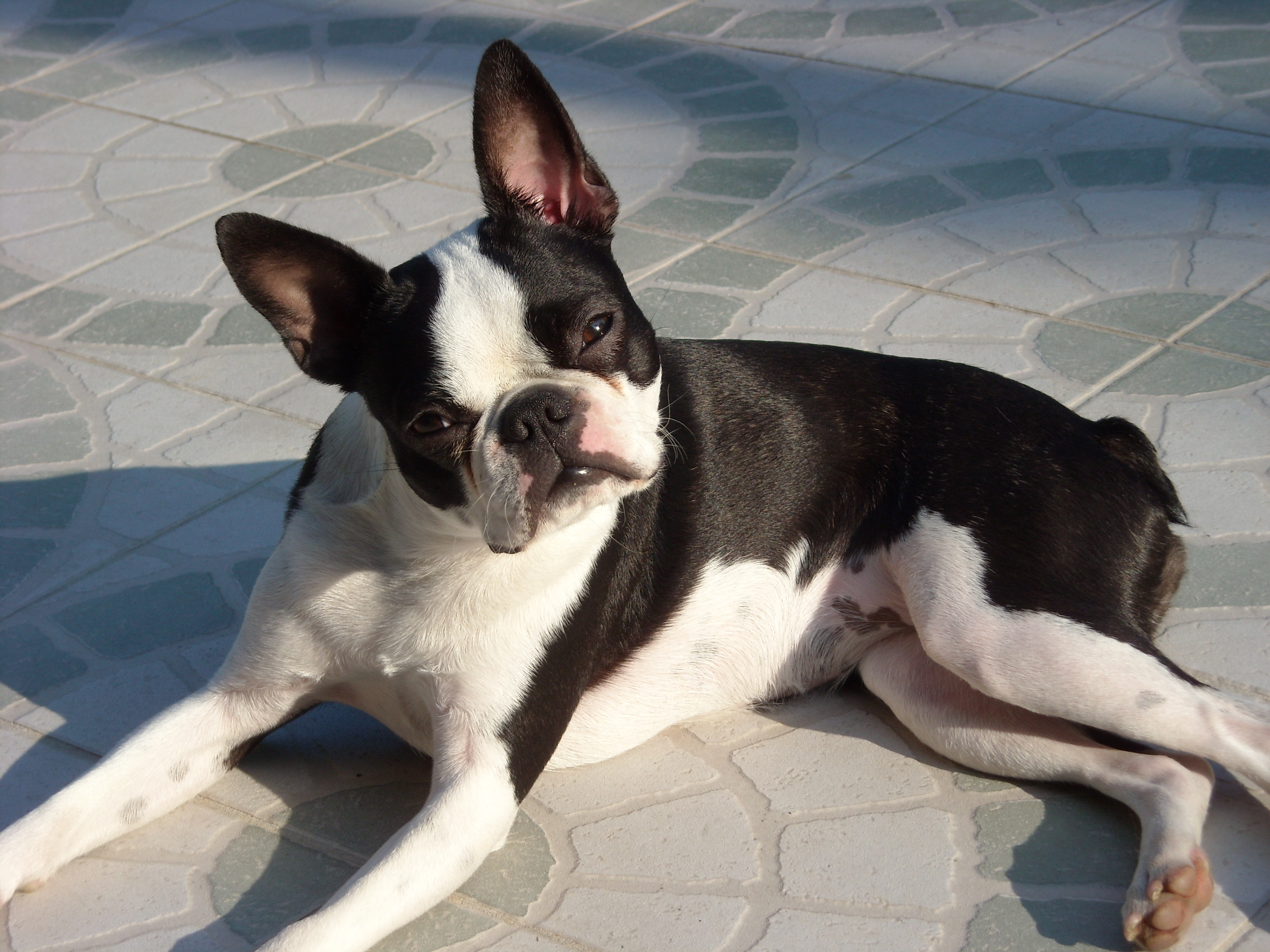
Terrier de Boston femelle âgée d'un an.
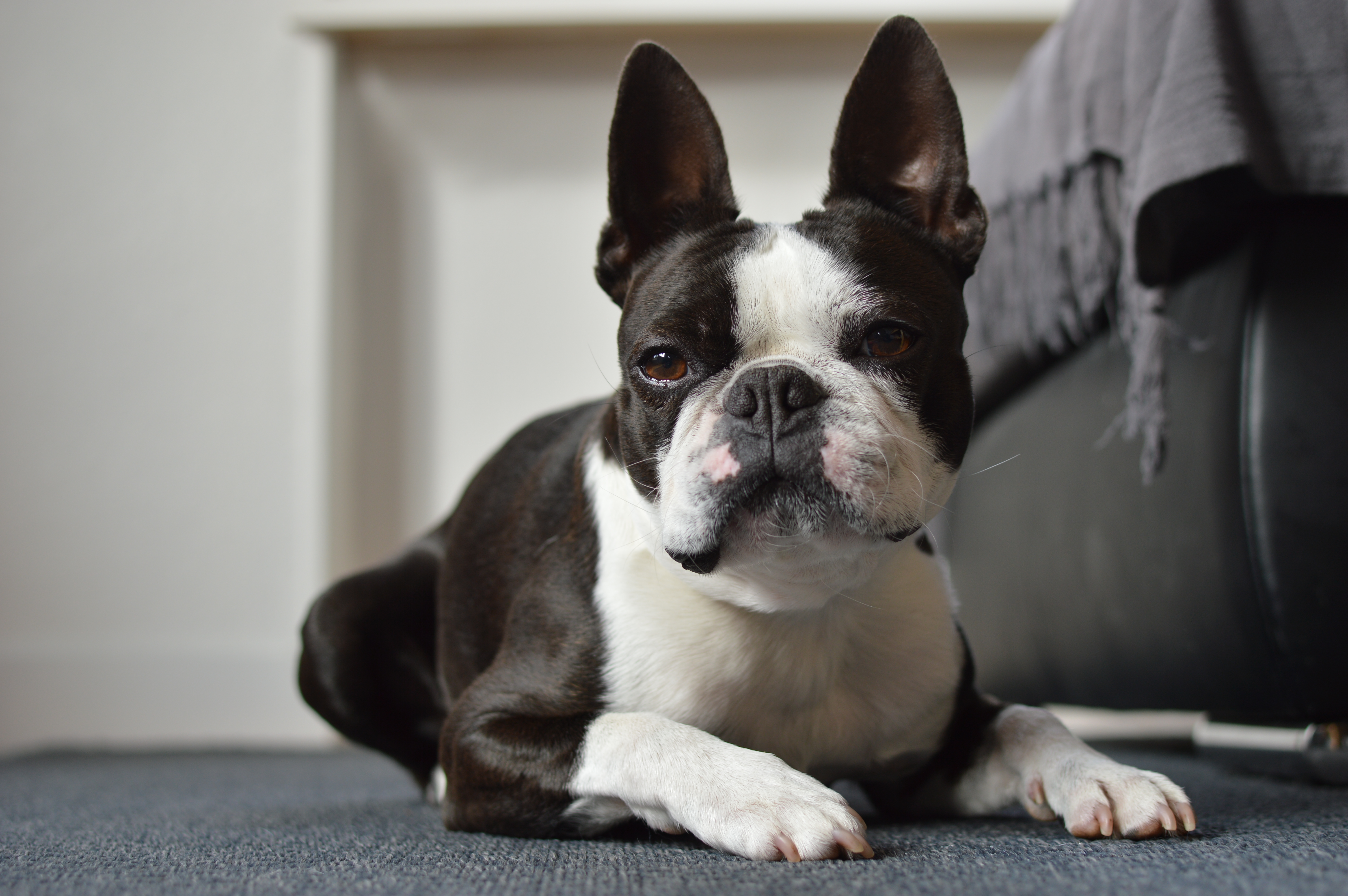
Terrier de Boston âgé de six ans.

## Anecdotes
- Le Boston terrier est un des chiens qui saute le plus haut[réf. souhaitée]
- Depuis 1979, le Boston terrier est le chien officiel de l'état du Massachusetts.
- Depuis le 15 novembre 1922, le terrier de Boston nommé Rhett est la mascotte officielle de l'université de Boston.
- Le personnage d'Iggy dans la troisième partie du manga JoJo's Bizarre Adventure est un Terrier de Boston.